# 西安北駅
西安北駅（せいあんきたえき、中文表記: 西安北站、英文表記: Xi'anbei Railway Station）は、中華人民共和国陝西省西安市未央区にある中国国鉄西安鉄路局が管轄する駅である。

## 概要
約60億元の建設費を費やし建設された。西安市の「西安城市総体計画」《西安城市总体规划》によると、将来、当駅を西安市の主要駅とし、西安駅にとって代わるものとしている。全てが完成すると、アジア最大の旅客駅になるとしている。

## 利用可能な鉄道路線

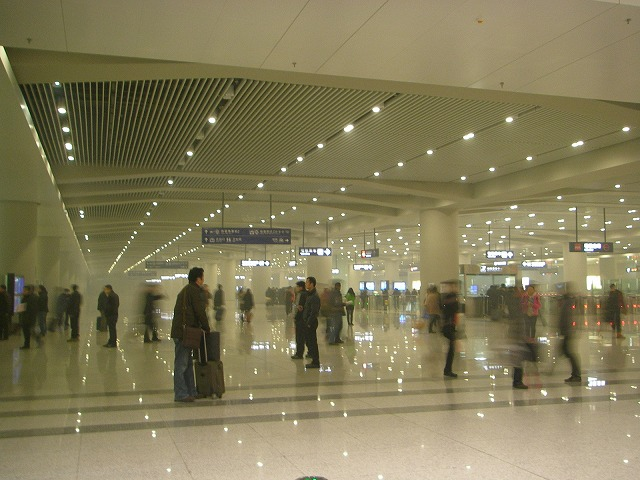
西安北駅(2011年)

- 中国国鉄
  - 鄭西旅客専用線
  - 西宝旅客専用線
  - 大西旅客専用線
  - 西成旅客専用線
- 西安地下鉄
  - ■2号線(西安北站駅)
  - ■4号線(西安北站駅)
  - ■14号線(西安北站駅)

## 駅構造
- 相対式ホーム2面、島式ホーム16面の地上駅である。

## 沿革
- 2011年1月11日 - 部分開業する。

## 隣の駅
中国国鉄
鄭西旅客専用線、大西旅客専用線
西安北駅 - 臨潼東駅
西宝旅客専用線
咸陽秦都駅 - 西安北駅
西成旅客専用線
西安北駅 - 阿房宮駅
西安地下鉄
2号線
北客站駅 - 北苑駅
4号線
北客站(北広場)駅 - 元朔路駅
14号線
渭河南駅 - 北客站(北広場)駅